# Seznam slovenskih kiparjev
Seznam slovenskih kiparjev in kipark.

## A
- Peter Abram
- Drago Ačko?
- France Ahčin
- Andrej Ajdič
- Jožef Ajlec
- Bine Ambrožič
- Ignacij Arrer
- Ernest Artič
- (Aladar Zahariaš)

## B
- Drago Bac
- Jože Barši
- Stojan Batič
- Janko Baumkircher
- Mirsad Begić
- Boris Beja
- Marijan Belec
- Matejka Belle
- Maks Bergant
- Franc Berneker
- Jakob Miroslav Bertoncelj
- Jiři Bezlaj
- Tomaž Biffio
- Anton Bitežnik
- Blaž Bitežnik
- Martin Bizjak
- Matej Bizovičar?
- Anton Blatnik
- Rok Bogataj
- Bojan Bole
- Janez Boljka
- Vekoslav Bombač
- Jaka Bonča
- Franci Boštjančič
- Darko Božič
- Janez Gregor Božič
- Milena Braniselj
- Mirko Bratuša
- Vladimira Bratuž Furlan - Laka
- Jakov Brdar
- Tamara Bregar
- Viktor Brezovnik
- Matjaž Brojan?
- Irena Brunec - Tébi
- Dušan Bučar
- Ivan Bukovec
- Karla Bulovec-Mrak

## C
- Neva Capuder Grce
- Lada Cerar Sedlaček
- Andrej Cesar
- Ciril Cesar
- Ivan Cesar
- Ina Conradi Chavez?
- Mihaela Ciuha?
- Jacopo Contieri
- Tea Curk Sorta
- Mihael Cussa (Kuša)
- Milan Cvelbar

## Č
- Dragica Čadež
- Tomaž Čadež
- Lojze Čampa
- Hamo Čavrk
- Josip (Jožef) Čeferin
- Luka Čeferin
- Ikara Černe
- Marijan Černe
- Peter Černe
- Franci Černelč
- Alojz Črnigoj
- Andrejka Čufer
- Irena Čuk

## Ć
- Vasilije Ćetković

## D
- Henrik Dejak
- Polona Demšar
- Tone Demšar
- Oreste Dequel
- Matevž Dežela
- Zorko Dežjot
- Jurij Dobrila
- Janko Dolenc (les)
- Milena Dolgan
- Edo Dolinar
- Lojze Dolinar
- Bogomila Doljak
- Dominik Koprčan
- Denis Dražetić
- Stane Dremelj
- Marjan Drev
- Boštjan Drinovec

## E
- Darka Erdelji
- Alenka Eržen Šuštaršič
- Jože Eržen

## F
- Matej Facij
- Silvester Fakuč
- Avguštin Ferfilla
- Slavko Ferkolj
- Anton Flego
- Metod Frlic
- Tomaž Furlan (kipar)

## G
- Jakob Gaber
- Urban Gaber
- Gaberi (Andrej Grabrovec)
- Janez Gabrič
- Ferdinand Gallo
- Alojzij Gangl
- Dušan Gerlica
- Marko Glavač
- Ivo Goisniker
- Viktor Gojkovič
- Bojan Golija
- Darko Golija
- Nikolaj Golob
- Jože Gorjup
- Stane Gorjup
- Friderik Gornik/Friedrich Gornik (slov.-avstrijski)
- France Gorše
- Igor Grabec
- Andrej Grabrovec - Gaberi
- Janez Gregorka
- Janez Grohar
- Bogdan Grom
- Andrej Grošelj
- Josip Grošelj
- Aleksandra Saška Gruden
- France Gruden
- Marjan Grum
- Evgen Guštin
- Mirko Guštin

## H
- Terezija Haider de Groot
- Urška Heller
- Anton Herman
- Ciril Hočevar (kipar)
- Slavko Hočevar
- Miloš Hohnjec
- Jožef Holzinger
- Leo(n) Homar - Levko
- Anton Hribar
- Borut Hribar
- Elizabeta Hribar Obereigner (Liza Hribar)
- Pavel Hrovatin
- Drago Hrvacki
- Radoje Hudoklin
- Zdenko Huzjan?

## I
- Lovro Inkret
- Anton Ivšek
- Jakob Hieronim Ižanec

## J
- Viljem Jakopin
- Jurij Jakovac
- Peter Janežič
- Stane Jarm
- Alojz Jerčič
- Jernej Jereb
- Vincenc Jereb
- Zdravko Jerkovič
- Anton Jezovšek
- Zvone Jezovšek
- Franc Jontez
- Peter Jovanovič
- Robert Jurak
- Matic Jurglič
- Tomaž Jurjevič
- Ivan Jurkovič
- Anže Jurkovšek

## K
- Miha Kač
- Boris Kalin
- Zdenko Kalin
- France Kambič
- Zvonimir Kamenar
- Azad Karim
- Meta Kastelic
- Elza Kastl-Obereigner
- Jakob Kaučič
- Boštjan Kavčič
- Janez Kavčič Traunkar
- Metka Kavčič
- Vasja Kavčič
- Ana Kavčnik Jamnik
- Božidar Kemperle
- Ana Kerin
- Marjan Keršič
- Stane Keržič
- Christof Fidelis Kimmel
- Ferenc Király
- Dušan Kirbiš
- Bojan Klančar
- Tone Klemenčič - Plnadar
- Miha Knez
- Neža Knez
- Miha Knific
- Martina Kočevar
- Dana Kočica
- Jiři Kočica
- Ljubica Ratkajec Kočica
- Nivea Kofol
- Alojzij Kogovšek
- Viktor Kojc
- France Kokalj
- Jože Kolar (st./ml.)
- Tomaž Kolarič
- Gabrijel Kolbič
- Stanko Kolenc
- Stane Kolman
- Damjan Komel
- Johannes Komersteiner
- Marjan Konič
- Viktor Konjedic
- Borut Korošec
- Paola Korošec (kiparka)
- Alojzij Kos
- (Mateo Kos)
- Tine Kos
- Lučka Koščak
- Drago Košir
- Štefka Košir Petrič
- Marko A. Kovačič
- Nina Koželj
- Damijan Kracina
- Nevenka Kraigher
- Anton Krajnc
- Slavko Krajnc (kipar)
- France Kralj
- Mara Kralj
- Tone Kralj
- Anja Kranjc
- Gašper Kranjec (mot. žaga)
- Gregor Kregar
- Bojana Križanec
- Franc Kuhar
- Bojan Kunaver
- Mihael Kuša (Cussa)

## L
- Milena Lah
- Tone Lapajne
- Jože Lašič
- Dora Legiša
- Zmago Lenardič
- Aleš Lenassi?
- Eva Lenassi Peterson
- Janez Lenassi
- Sandi (Aleksander) Leskovec
- Franjo Likar
- Janez Lipec
- Adalbert Lipičnik
- Dušan Lipovec
- Peter Loboda
- Tone Logonder
- Jakob Löhr
- Henrik Mihael Löhr
- Taja Lojk
- Ivo Lorenčič
- Erik Lovko
- Polonca Lovšin

## M
- Simon Macuh
- Marko Maher
- Polona Maher
- Metoda Maj (r. Lesjak)
- Katja Majer
- Janez Gregor Majetič
- Roman Makše
- Andrej Makuc (rezbar)
- Miladi Makuc Semion
- Jernej Mali
- Peter Mali
- Martina Marenčič
- Jure Markota
- Marjan Marksl
- Bojan Mavsar
- Anton Mersi
- Janez Jurij Mersi
- Štefan Mersi
- Kiar Meško
- Boris Mihalj
- Jaka Mihelič
- Jana Mihelj
- Stipe Miličić
- Marko Milcovich
- Marijan Mirt
- Celestin Mis
- Luka Mislej
- Rok Mohar
- Loris Morosini
- Majk Mulaček
- Radivoj Mulič
- Miki Muster

## N
- Roberto Nanut
- Ivan Napotnik
- Goran Nemarnik
- Franc Nemec
- Negovan Nemec
- Boštjan Novak
- Nežika Novak
- Primož Novak
- Dora Novšak
- Tajda Novšak

## O
- Elza (Kastl) Obereigner
- Katja Oblak
- Majda Oblak?
- Slavko Oblak
- Tone Oblak
- Mateja Ocepek
- Valentin Oman
- Silvan Omerzu
- Miroslav Oražem
- Matija Ozbič
- Alen Ožbolt

## P
- Alojzije (Lojze) Pongrašić
- Martin Pacobello
- Bojan Pahor
- Dana Pajnič (Oražem)
- Klavdij Palčič
- Julij Papič
- Jožef Pavlin
- Franc Pavlovič
- Miha Pečar
- Greta Pečnik
- Božo (Božidar) Pengov
- Ivan Pengov
- Sebastijan Peršolja?
- Čelo Pertot
- Svitoslav Peruzzi
- Štefka Petrić Košir
- Tejka Pezdirc
- Tomaž Pipp
- Janez Pirnat
- Nikolaj Pirnat
- Elda Piščanec
- Tomaž Plavec
- Matej Plestenjak
- Viktor Plestenjak
- Jernej Plumberger
- Matjaž Počivavšek
- Marko Pogačnik
- Mihael Pogačnik
- Jože Pohlen
- Janez (Ivan) Poljanec
- Silvije Arc Popovič
- Anton Postl
- Zmago Posega
- Ervin Potočnik
- Boštjan Potokar
- Marjetica Potrč
- Janez (Ivan) Povirek
- Zoran Poznič
- Marko Predan
- Nataša Prestor
- Miran Prodnik
- Alojzij Progar
- Boris Prokofjev
- Primož Pugelj
- Edvin Puntar
- Franc Purg
- Boštjan Putrih
- Karel Putrih
- Tobias Putrih
- Angelo Putti

## R
- Peter Rauch
- Sonja Rauter Zelenko
- (Igor Ravbar)
- Franc Ravnikar
- Matjaž Rebec
- Julijan Renko
- Janez Repanšek
- Alojzij Repič
- Franc Repič
- Miriam Repič-Lekić
- Nace Ribič
- Vinko (Cene) Ribnikar (1930-2020)
- Francesco Robba
- Katjuša Rojac
- Naca Rojnik
- France Rotar
- Franc Rotman
- Andrej Rovšek starejši
- Andrej Rovšek mlajši
- Zlato Rudolf
- Mihael Ruppe
- Rene Rusjan
- Kristina Rutar
- Simon Rutnik
- Giulio Ruzzier?

## S
- Maruša Sagadin
- Janez (Ivan) Sajevic
- Boris Sajovic?
- (Marjan Sajovic 1941-)
- Herko Saksida
- Edvard Salesin (Edvard Salezin)
- Duba Sambolec
- Jakob Savinšek
- Janez Jakob Schoy (Johann Jacob Schoy)
- Nataša Sedej
- Lada Sedlaček
- Dalija Sega
- Mirjam Semolič Sore
- Lan Seušek
- Tamara Sevčnikar
- Anton Sever
- Mik Simčič
- Marija Simonič
- Saba Skaberne
- Frančišek Smerdu
- Katja Smerdu
- Mojca Smerdu
- Jurij Smole
- Tanja Smole Cvelbar
- Vojc Sodnikar Ponis
- Ivan Sojč
- Franc Solina
- Sergij Sosič
- Gorazd Sotler
- Zoran Srdić Janežič
- Sašo Stevović
- Rudi Stopar
- Janez Jurij Straub
- Jožef Straub
- Jože Stražar Kiyohara
- Lojze Struna?
- Robert Struna
- Duilio Svara (Trst)
- Tone Svetina

## Š
- Špela Šedivý
- Anja (Anamarija) Šmajdek
- Anton Špacapan Vončina?
- Nika Špan?
- Anton Štefic
- Barbara Štembergar Zupan
- Bojan Štine
- Boštjan Štine
- Matjaž Štine
- Bojan Štokelj
- Vladimir Štoviček
- Vladimira (Vladka) Štoviček "Vlastov"
- Jožef Štravs
- Radivoj Vojko Štuhec
- Jože Šubic
- Lojze Šušmelj
- Mateja Šušteršič Dimic
- Tin Švagelj
- Damjan Švara

## T
- Sonja Tavčar Skaberne
- Boštjan Temniker
- Anton Ternovšek
- Marjan Teržan
- Slavko Tihec
- Franc Tobias (1937-)
- Ignacij Toman, Ignacij ml., Peter, Feliks, Anton Toman
- Urša Toman Drinovec
- Tomaž Tomažin
- Fran Ksaver Tončič
- Nina Tovornik
- Drago Tršar
- Dušan Tršar
- Eva Tršar
- Stanislav Tucakovič
- Vinko Turk
- Matej Turnšek
- Stanko Tušek
- Vinko Tušek

## U
- Matjaž Ugovšek - Ugo
- Vasja Ulrih
- Izidor Urbančič
- Josip Urbanija

## V
- Črt Valenčak
- Franko Vecchiet
- Peter Vene
- Dean Verzel
- Alenka Viceljo
- Alenka Vidrgar
- Franc Vidrih (v kovini)
- Mario Vilhar
- (Alojzij Vodnik)
- France Vodnik (1874-1966)
- (Janez Vodnik)
- (Marijan Vodnik)
- Lujo Vodopivec
- Milan Vojsk
- Žiga Vojska
- Jože Volarič
- Valentin Vrbnik
- Jožef Vrščaj
- Momo Vuković
- Janez Vurnik
- Janez Vurnik starejši

## W
- Janez Weiss
- Tom Winkler

## Z
- Aladar Zahariaš
- Anton Zajc (umetnik)
- Franc Ksaver Zajec
- Ivan Zajec
- Josip Zajec
- Marko Zajec
- Valentin Zajec
- Maks & Marko Zakotnik
- György Zala ?
- Franc Zamelik
- Veljko Zejak
- Karel Zelenko
- Marko Zelenko
- Ljubica Zgonec Zorko
- Dušan Zidar
- Alojz Zoratti
- Branko Zorec (1952-1994)
- Janez Zorko
- Vlasta Zorko
- Gaja Zornada
- Niko Zupan
- Mirjam Zupančič
- Metka Zupančič
- Vinko Zupančič
- Metka Zupanič

## Ž
- Mihaela Žakelj Ogrin
- Vasja Žbona
- Ana Žerjal
- Ulla Žibert
- Eva Žibrat?
- Peter Žiwobski
- Jakob Žnider
- Boris Žohar
- France Žvan